# الرونة (السياني)

تعديل مصدري - تعديل

الرونة محلة تابعة لقرية منزل السوق، التابعة لعزلة الدامغ بمديرية السياني إحدى مديريات محافظة إب في الجمهورية اليمنية.، بلغ تعداد سكانها 229 حسب تعداد اليمن لعام 2004.